# Roccamontepiano
Roccamontepiano (La Ròcchë in abruzzese) è un comune italiano sparso di 1 548 abitanti della provincia di Chieti in Abruzzo.

## Geografia fisica
Con i suoi 18,22 km² a 500 metri sul livello del mare, comprende un territorio in parte montano ed in parte collinare nella fascia pedemontana nordorientale del massiccio della Maiella. Fa parte della Comunità montana della Maielletta, è posta lungo la strada che sale fino al comprensorio di Passolanciano-Maielletta e appartiene all'Unione delle Colline Teatine.

## Storia
Il borgo si sviluppò intorno ad una rocca longobarda posta a difesa del lato orientale della Maiella. Tra il X ed l'XI secolo l'abitato fu interessato da una colonizzazione benedettina. Difatti nelle vicinanze i monaci vi costruirono l'abbazia di San Liberatore a Maiella, attualmente però ubicata nel vicino comune di Serramonacesca, in provincia di Pescara. Del periodo del feudo gestito dal castello vi sono scarse notizie, si sa solo che il paese fu feudo: degli Orsini nel XV secolo, indi di Bartolomeo d'Alviano e dei Colonna dal XVIII secolo. L'odierno abitato si è sviluppato nel XIX secolo quando l'antico abitato posto sul Montepiano venne colpito da una frana nel 1765. Era il 24 febbraio del 1765 quando dal monte Majella un'enorme rupe schiaccia il sottoposto villaggio con la morte di circa 600 persone.
Dell'antica rocca medievale, andata distrutta nel 1765, si ha menzione nelle carte del geografo arabo Al Idrisi per il sovrano Ruggero I di Sicilia, descritta come Ruqqa N Lan, in altri documenti del XIV secolo è citata come Rocca Montis Plani o Rocca de Monte Plano. L'odierno abitato, attraversato anche dalla seconda guerra mondiale, senza però subire distruzioni, conserva poco dell'antico paese, al cataclisma della frana della Maiella, sono sopravvissuti il monastero di San Pietro della Maiella dei Padri Celestini, il convento di San Francesco Caracciolo che sorgeva presso la Rocca, la chiesa di San Rocco, rifatta negli anni '50 come santuario, la chiesetta di Santa Maria della Neve e la chiesa della Madonna delle Grazie.
La chiesa di Santa Maria de Lepide, anch'essa antica e andata distrutta nel Settecento, è stata ricostruita in contrada Terranova negli anni '50, dedicata anche a san Carlo Borromeo patrono. Il centro è l'ultimo, lungo la Maiella orientale, della provincia di Chieti, confinando con quella di Pescara (Serramonacesca e Roccamorice). Il centro è sparso, diviso in vari abitati, quello principale è Borgo San Rocco con il santuario, le altre ville sono Cappuccini (area del convento di San Francesco), Cinquina, Giancamillo, Sant'Angelo, Terranova, Tracanna-San Pietro, Baroni e Manicottelli.
Di recente il paese è divenuto più facile da raggiungere mediante l'uscita della Strada statale 81 da Guardiagrele verso Chieti e Francavilla al Mare.

## Monumenti e luoghi d'interesse

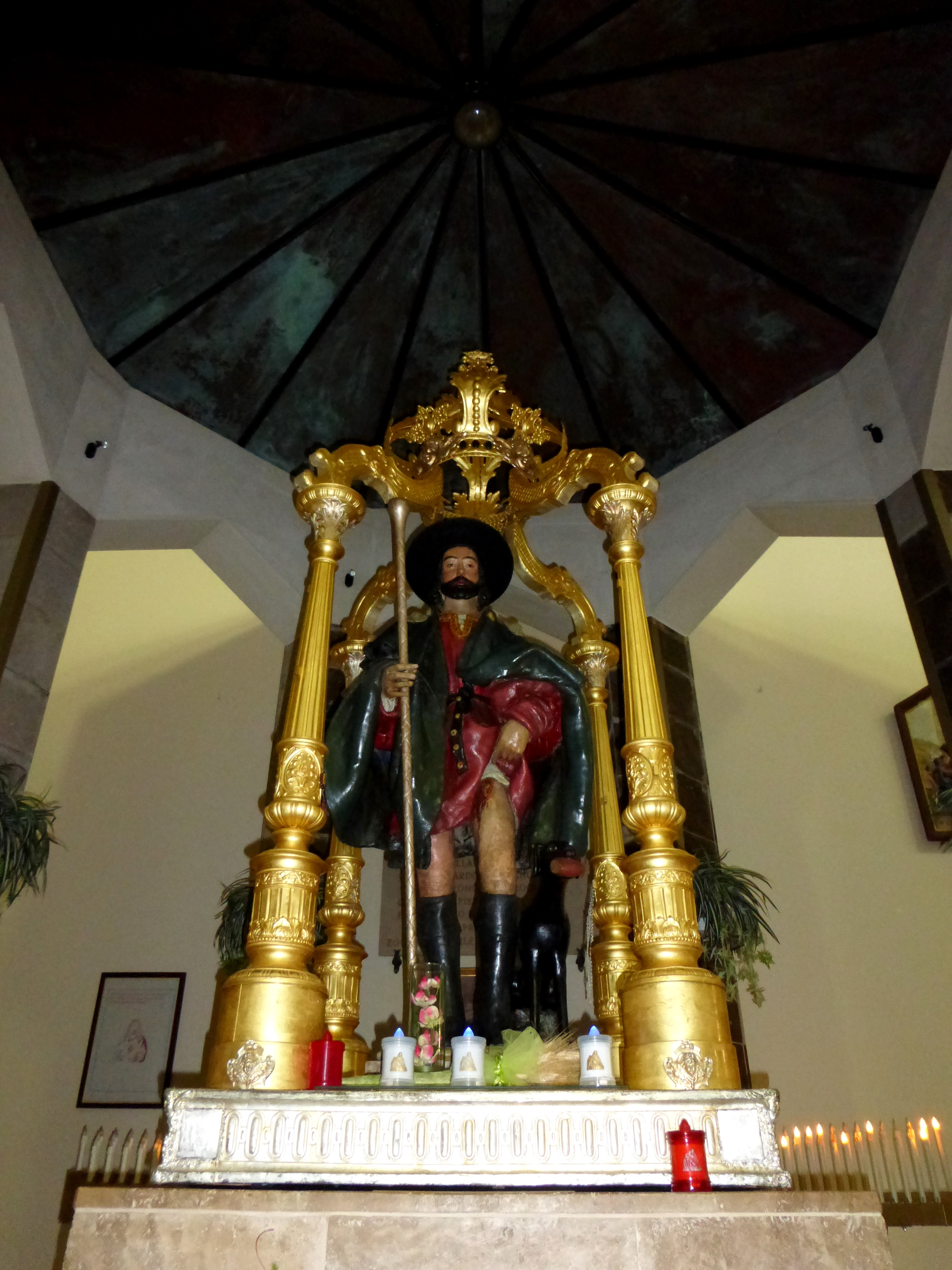
Statua votiva di San Rocco nel santuario omonimo

- Convento di San Francesco Caracciolo: si trova isolato sopra l'altura di Roccamontepiano. In origine era dedicato a San Giovanni Battista (XIV sec ca.), fu per trecento anni il monastero principale del Comune, e venne soppresso nel 1861 con le leggi piemontesi, salvo poi tornare ai monaci Francescani. Il convento oggi ha un aspetto rinascimentale-barocco, con la chiesa a pianta rettangolare, e il complesso conventuale a pianta quadrangolare, con chiostro interno porticato, e pozzo centrale. L'esterno della chiesa è assai semplice e austero, e l'unico elemento di interesse è il portale romanico lunettato, ad arco tutto sesto. All'interno, a navata unica in stile tardo barocco, con stucchi e pennacchi della seconda metà del Settecento, la chiesa custodisce quadri religiosi del XV-XVII secolo. Il nuovo convento venne eretto nel XV secolo, con datazione 1421, e vi risiedevano i Frati Minori Osservanti, della sezione del convento di San Giuliano a L'Aquila, fondato da Giovanni di Capestrano, mentre altri monaci proveniva dai monasteri di Sant'Andrea di Chieti, San Cristoforo di Penne e San Giovanni Battista a Stroncone di Teramo. Roccamontepiano godette di grande prestigio con la cellula dell'ordine, nel 1338 fu eletto rettore della Provincia francescana d'Abruzzo il padre Antonio Cervi, proveniente proprio da Rocca, e da qui forse partirono i presupposti per la fondazione di un convento, data la decadenza del vecchio monastero di San Pietro Celestino. Nel convento sono conservate anche le spoglie di Tommaso da Firenze e del beato Giovanni Lombardo.
- Il Monastero di San Pietro a Maiella. Risalente al XIII secolo, ne rimangono pochi ruderi in contrada Tracanna. Fu fondato dal monaco Roberto da Salle, seguace di Pietro da Morrone (Celestino V), a cui il cenobio è dedicato, e acquistò subito grande prestigio nella Maiella orientale, venendo citato anche dai regesti Angioini. Nel XVI secolo il cenobio cadde lentamente in decadenza e vi furono ospitate le Clarisse per carenza di frati. Alla soppressione successiva dell'ordine dei Celestini, il monastero fu completamente abbandonato, venendo inoltre danneggiato dallo smottamento del 1756. Il complesso oggi è stato recuperato, è trasformato in sito archeologico, in quanto rimane leggibile perfettamente la pianta con complesso monastico, visibile per le mura perimetrali, e la chiesa vera e propria, visibile nel corpo esterno, con la facciata intatta.

La facciata, molto austera, costa di un ingresso rettangolare e di una finestra ad oblò.
- Il Santuario di San Rocco. La chiesa principale del centro lungo via Roma, ricostruita negli anni cinquanta sopra la grotta presso cui, fino alla frana del 1765, stava l'antica chiesetta. Il santuario è in stile moderno e monumentale, con la statua originale del santo, un percorso di via Crucis, e la grotta sotterranea con l'acqua benedetta. La facciata è molto moderna suddivisa a salienti terminante in alto con un corpo pentagonale prominente dalla facciata con tre tele entro la faccia pentagonale posta all'esterno. Il campanile, in stile medievale, è a pianta quadrata.[10]
- Chiesa di Santa Maria de Lapide: il santuario attuale è una ricostruzione degli anni cinquanta della vecchia chiesa di Santa Maria della Pietra, distrutta dalla frana del 1765. Il santuario si trova in cima al colle di contrada Terranova, ed ha un aspetto moderno, con pianta rettangolare che rispetta l'aspetto sobrio delle chiese romaniche abruzzesi, con campanile turrito ed esterno scandito da pilastri in cemento e rivestimento in mattoni. La copertura è in mattoni semplici, il tetto a spiovente, internamente è a capriate. L'interno a tre navate ha un altare in pietra con facciata a bassorilievo di bronzo, e un'abside a semicerchio. Vi si venera e festeggia il patrono san Carlo Borromeo.

## Società

### Evoluzione demografica
Abitanti censiti

### Tradizioni e folclore

#### La leggenda di San Rocco
Una leggenda narra che san Rocco fu ospite dei Colonna nel loro castello. Tuttavia, la sua permanenza nel paese avvenne in una grotta nei pressi dell'abitato. La leggenda continua che il santo sopravvisse grazie all'acqua che scaturiva dalla grotta e da una pagnotta di pane portatagli da un cane. Sul luogo venne costruita una chiesa.
La festa di San Rocco, benché la patronale sia quella di San Carlo celebrata in contrada Terranova presso la chiesa relativa, si celebra insieme alla festa dell'Assunzione di Maria tra il 15 e il 16 agosto. La festa prevede messe solenni nel santuario relativo, la processione della statua per il paese, le abluzioni all'acqua benedetta della grotta sotterranea, la sfilata di donne in costume tipico abruzzese con le conche in rame, e abbuffate presso i mercatini e gli stand lungo via Roma.

## Cultura

### Eventi
- gennaio: Sant'Antonio Abate
- aprile: San Roccuccio
- maggio: San Giuseppe lavoratore (presso la frazione di Reginaldo) e Madonna della Pietà
- giugno: Palio dei Fuochi di San Giovanni
- agosto: Sagra della Pizza, Festa del Cocomero, Festa dell'Assunta e di San Rocco
- settembre: Festa della Madonna delle Grazie, Festa di San Gennaro e Festa della Madonna Addolorata
- ottobre: Festa del Vino Cotto
- novembre: Sagra della Castagna e festa di San Carlo Borromeo.[13]

## Economia
Incentrata sull'agricoltura, il vino, e il turismo religioso per quanto riguarda il santuario di San Rocco. Negli anni '90 Roccamontepiano ha beneficiato anche del turismo sciistico, trovandosi in estrema vicinanza col comune di Pretoro, e con gli impianti del comprensorio Passo Lanciano - Majelletta - Blockaus.

## Amministrazione
| Periodo        | Periodo        | Primo cittadino   | Partito                                                              | Carica  | Note          |
| -------------- | -------------- | ----------------- | -------------------------------------------------------------------- | ------- | ------------- |
| 12 giugno 1994 | 26 maggio 2002 | Giovanni Legnini  | Lista Civica di Centro-sinistra - DS                                 | Sindaco | [ 14 ] [ 15 ] |
| 27 maggio 2002 | 6 maggio 2012  | Adamo Carulli     | Lista Civica di Centro-sinistra (2002-2007) Lista Civica (2007-2012) | Sindaco | [ 16 ] [ 17 ] |
| 7 maggio 2012  | 12 giugno 2017 | Orlando Donatucci | Lista Civica Crescere in libertà                                     | Sindaco | [ 18 ]        |
| 12 giugno 2017 | 13 giugno 2022 | Adamo Carulli     | Lista Civica Insieme per Roccamontepiano                             | Sindaco | [ 19 ]        |
| 13 giugno 2022 | in carica      | Dario Marinelli   | Lista Civica Insieme per Roccamontepiano                             | Sindaco | [ 20 ]        |